# Telinga
Telinga is een geslacht van vlinders uit de familie van de Nymphalidae, uit de onderfamilie van de Satyrinae. Dit geslacht is voor het eerst wetenschappelijk beschreven door Frederic Moore in een publicatie uit 1880. 
In hun publicatie van 2016 stellen Aduse-Poku et al. voor de soorten die voorheen in het geslacht Heteropsis voorkwamen, te verdelen over drie geslachten volgens hun geografisch voorkomen en ondersteund door genetisch onderzoek. De verdeling over de drie geslachten is als volgt: Madagaskar: Heteropsis, Afrika (vasteland): Brakefieldia en Azië: Telinga. Daarnaast kregen ook veel taxa waarvan werd verondersteld dat het synoniemen van bestaande taxa waren de soortstatus. 
De soorten van dit geslacht komen alleen in Azië voor.

## Soorten
- Telinga adolphei (Guérin-Méneville, 1843)
- Telinga bethami (Moore, 1891)
- Telinga davisoni (Moore, 1891)
- Telinga heri Moore, 1857
- Telinga inayoshii (Aoki & Yamaguchi, 1995)
- Telinga inopia (Fruhstorfer, 1908)
- Telinga janardana (Moore, 1857)
- Telinga kohimensis (Tytler, 1914)
- Telinga lepcha (Moore, 1880)
- Telinga malsara (Moore, 1857)
- Telinga malsarida (Butler, 1868)
- Telinga mara (Fruhstorfer, 1908)
- Telinga mausonia (Fruhstorfer, 1906)
- Telinga megamede (Hewitson, 1862)
- Telinga mestra (Hewitson, 1862)
- Telinga micromede (Fruhstorfer, 1900)
- Telinga misenus (de Nicéville, 1889)
- Telinga mystes (de Nicéville, 1891)
- Telinga nicotia (Westwood, [1850])
- Telinga oculus (Marshall, 1881)
- Telinga parva (Leech, [1892])
- Telinga sangaica (Butler, 1877)
- Telinga sericus (Leech, 1892)